# Maria Armanda de La Trémoille
Maria Armanda Vitória de La Trémoille (em francês:  Marie Armande Victoire; 1677 — Hotel de Bulhão, 5 de março de 1717) foi uma princesa de Turenne como a primeira esposa de Emanuel Teodósio de La Tour de Auvérnia, futuro duque de Bulhão.

## Família
Maria Armanda foi a filha primogênita de Carlos Belgique Hollande de La Trémoille, duque de Thouars, e de Madalena Margarida de Créquy. Seus avós paternos eram Henrique Carlos de La Trémoille e Emília de Hesse-Cassel. Seus avós maternos eram o duque Carlos III de Créquy e Ana Armanda de Saint Gelais.
Ela teve apenas um irmão mais novo, Carlos Luís Bretagne de La Trémoille, duque de Thouars, marido de Maria Madelena Motier de La Fayette.

## Biografia
Maria Armanda, conhecida como Mademoiselle de Thouars, casou-se com Emanuel Teodósio, em 1 de fevereiro de 1696, no Hotel de Crequi, em Paris. Ele era filho de Godofredo Maurício de La Tour de Auvérnia, Duque de Bulhão, e de Maria Ana Mancini, uma das Mazarinettes, as sobrinhas do cardeal Jules Mazarin.
Eles tiveram sete filhos, três meninas e quatro meninos.
A princesa morreu em 5 de março de 1717, em Paris, com cerca de 40 anos de idade. 
Emanuel Teodósio casou-se mais três vezes, e morreu em 1730.

## Descendência
- Armanda de La Tour de Auvérnia (28 de agosto de 1697 – 13 de abril de 1717) foi princesa de Epinoy como esposa de Luís de Melun, Duque de Joyeuse. Sem descendência;
- Maria Madalena de La Tour de Auvérnia (22 de outubro de 1698 – 25 de setembro de 1699);
- Filho sem nome (28 de dezembro de 1699 – 30 de dezembro de 1699);
- Godofredo Maurício de La Tour de Auvérnia (4 de maio de 1701 – 9 de janeiro de 1705), príncipe de Turenne;
- Frederico Maurício Casimiro de La Tour de Auvérnia (24 de outubro de 1702 – 2 de outubro de 1723), príncipe de Turenne e Grande Mordomo da França. Foi casado com Maria Carolina Sobieska, uma neta do rei João III Sobieski da Polônia. Sem descendência;
- Maria Hortênsia Vitória de La Tour de Auvérnia (n. 27 de setembro de 1704), foi esposa de Carlos Armando Renáto de La Trémoille, com quem teve um filho, João Bretagne Carlos de La Trémoille, duque de Thouars;
- Carlos Godofredo de La Tour de Auvérnia (16 de julho de 1706 – 1771), foi casado com a viúva de seu irmão Frederico Maurício, Maria Carolina Sobieska, com quem teve dois filhos.